# Erin Cahill
Erin Jessica Cahill (Stafford, Virgínia, 4 de Janeiro de 1980), é uma atriz e filantropa estadunidense mais conhecida por seus papeis como Jen Scotts, a Ranger Rosa na série de televisão Power Rangers: Força do Tempo, Heather Mosby em How I Met Your Mother, Kendra Burke em Saving Grace e Rachel Ashe de Perdido Pra Cachorro. Ela também é conhecida por ser o rosto e voz da personagem feminina Chloe 'Karma' Lynch da franquia de jogos Call of Duty.

## Biografia
Cahill nasceu na Virgínia. Sua mãe, Deborah Cahill era professora de Inglês e Drama em uma escola secundária. Quando estava fazendo uma peça e ela precisava de uma criança, então ela colocou sua filha Erin que tinha 4 anos para atuar. E depois da sua primeira peça Erin Cahill descobriu que queria ser uma atriz. Em 1991, foi Miss Virginia Júnior. Ela se formou na Escola de Brooke Point High School, em Stafford, Virgínia no ano de 1998. 
Apaixonada por filantropia, ela é voluntária no programa Art of Elysium do Hospital Infantil de Los Angeles e de outras instituições de caridade que ela constantemente apoia. Cahill co-fundou o grupo, Charitable Living, que atende comunidades locais ao longo do anos com várias arrecadações de fundos e dias de voluntariado. Em maio de 2015, Cahill juntou grupo sem fins lucrativos BuildOn e viajou para Malawi, África para promover a educação e construir escolas.
No seu tempo livre, Cahill é uma defensora de Artes gratuitas para crianças vitimas de abuso. Ela atualmente reside em Calabasas na Califórnia.

## Trabalhos
| Filmes      | Filmes                      | Filmes                            | Filmes                       |
| Ano         | Título                      | Personagens                       | Notas                        |
| ----------- | --------------------------- | --------------------------------- | ---------------------------- |
| 2000        | Speed for Thespians         |                                   |                              |
| 2002        | The Biggest Fan             | Montana Wastedberg                |                              |
| 2003        | Bill the Intern             | Darlene                           |                              |
| 2003        | Creature Unknown            | Jill                              |                              |
| 2008        | Fast Track: No Limits       | Katie Reed                        |                              |
| 2009        | Boogeyman 3                 | Sarah Morris                      |                              |
| 2010        | Beverly Hills Chihuahua 2   | Rachel                            | Pós-produção                 |
| 2011        | Sweet Old World             | Eva                               | Pós-produção                 |
| 2011        | 6 Month Rule                | Missy                             | Pós-produção                 |
| 2011        | Weather Wars                | Samantha Winters                  | Pós-produção                 |
| 2016        | The Watcher                 | Emma                              |                              |
| 2017        | Resident Evil: Vendetta     | Rebecca Chambers                  | Dublou a personagem no filme |
| 2023        | Resident Evil: Death Island | Rebecca Chambers                  | Dublou a personagem no filme |
| Televisão   |                             |                                   |                              |
| Ano         | Título                      | Personagens                       | Notas                        |
| 2001        | Power Rangers: Time Force   | Jen Scotts/Pink Time Force Ranger |                              |
| 2002        | Power Rangers: Wild Force   | Jen Scotts/Pink Time Force Ranger | 2 episódios                  |
| 2002        | The Biggest Fan             |                                   |                              |
| 2003        | Crossing Jordan             | Tyler                             | 1 episódio                   |
| 2005        | American Dreams             |                                   | 1 episódio                   |
| 2006        | Free Ride                   | Amber                             | 6 episódios                  |
| 2007        | Cold Case                   | Francis Stone                     | 1 episódio                   |
| 2007        | CSI: Miami                  | Rachel Hemming                    | 1 episódio                   |
| 2008        | Supernatural (série)        | Elizabeth                         | 1 episódio                   |
| 2008        | Greek                       | Trish                             | 1 episódio                   |
| 2008        | Without a Trace             | Brook Simms                       | 1 episódio                   |
| 2008        | How I Met Your Mother       | Heather Mosby                     | 1 episódio                   |
| 2009        | Grey's Anatomy              | Meg Shelley                       | 1 episódio                   |
| 2009        | General Hospital            | Cassandra                         | 7 episódios                  |
| 2009        | Monk                        | Callie Esterhaus                  | 1 episódio                   |
| 2009        | NCIS                        | Navy Lieutenant Jessica Summers   | 1 episódio                   |
| 2009        | The Mentalist               | Donna Hines                       | 1 episódio                   |
| 2010        | CSI: NY                     | Agent Pangle                      | 1 episódio                   |
| 2010        | Ghost Whisperer             | Kelly Ferguson                    | 1 episódio                   |
| 2010        | Castle                      | Cecily Burkett                    | 1 episódio                   |
| 2010        | House MD                    | Margaret                          | 1 episódio                   |
| Video Games |                             |                                   |                              |
| Ano         | Título                      | Personagens                       | Notas                        |
| 2006        | Phantasy Star Universe      | Karen Erra                        |                              |
| 2012        | Call of Duty: Black Ops 2   | Chloe Lynch                       |                              |